# Wotaku Koi wa Muzukashī (película)
Wotaku ni Koi wa Muzukashii (ヲタクに恋は難しい?) es una película japonesa de comedia romántica basada en la serie webmanga del mismo nombre. Dirigida por Yuichi Fukuda, distribuida por Toho y Paramount Pictures. Es protagonizada por Mitsuki Takahata como Narumi y Kento Yamazaki como Hirotaka. Fue estrenada en cines japoneses en 2020.

## Sinopsis
Narumi Momose es una trabajadora de oficina que oculta su estilo de vida de fujoshi otaku. Cuando en su nuevo lugar de trabajo, Narumi se encuentra con su viejo amigo de la infancia, Hirotaka, un hombre de la compañía guapo y capaz que es un otaku de juegos. Los dos parecen perfectos el uno para el otro, pero el amor es difícil para el otaku. 

## Reparto
- Mitsuki Takahata como Narumi Momose.
- Kento Yamazaki como Hirotaka Nifuji.[5]

## Producción
El 26 de julio de 2018, un video que promociona el sexto volumen del manga reveló que una adaptación de película de acción en vivo estaba en producción.
El 18 de septiembre de 2018, se anunció que el elenco de la acción en vivo protagonizaría a Mitsuki Takahata y Kento Yamazaki como doble ventaja para interpretar a Narumi y Hirotaka.
La primera filmación comenzó el 3 de octubre de 2018 en la Prefectura de Kanagawa, Kawasaki, Japón, en la tienda Sake Dojo Jinya Nakamoto.